# 聖亞納堂 (香港)
天主教聖亞納堂（英語：St. Anne's Church）是香港一所天主教教堂，位於赤柱東頭灣道一號，於1959年8月15日祝聖。

## 堂區歷史
1935年，瑪利諾神父會院在赤柱建成，以方便在華南一帶傳教的會士來港休假，並為初次來華傳教的會士提供語言訓練。 
1935年，赤足加爾默羅隱修會 （英語：Discalced Carmelites）於赤柱成立隱修院，修院的小堂在主日及其他瞻禮日開放給居住在赤柱的教友參與彌撒聖祭。 
1955年，香港教區宣佈於赤柱東頭灣道興建新聖堂和學校，並以聖母的母親「聖亞納」為堂區及聖堂的主保。  
1958年12月18日，聖堂由傳信部代理部長亞加齊尼樞機舉行奠基典禮。 
1959年8月15日，聖堂建成，由白英奇主教親臨祝聖。 
2025年，聖亞納堂被列為香港教區2025禧年朝聖地點之一。

## 牧職人員
現時聖堂由兩位印尼籍加爾默羅會的會士負責堂區內的一切牧民工作：
- 主任司鐸：成博華神父[2]（Rev. Paulus W. Santoso O.Carm）
- 助理司鐸：何旺德神父[3]（Rev. Albertus Magnus Herwanta O.Carm）

## 彌撒及禮儀時間
- 主日彌撒：
  - 上午十時正（粵語）
  - 上午八時四十五分、十一時十五分、晚上六時正（英文）
  - 每月第五個主日上午七時十五分（菲律賓語）
- 提前主日彌撒：晚上六時正（英文）
- 平日彌撒：
  - 星期一至六上午十一時三十分（英文）
  - 星期三晚上七時三十分（英文）

## 相冊

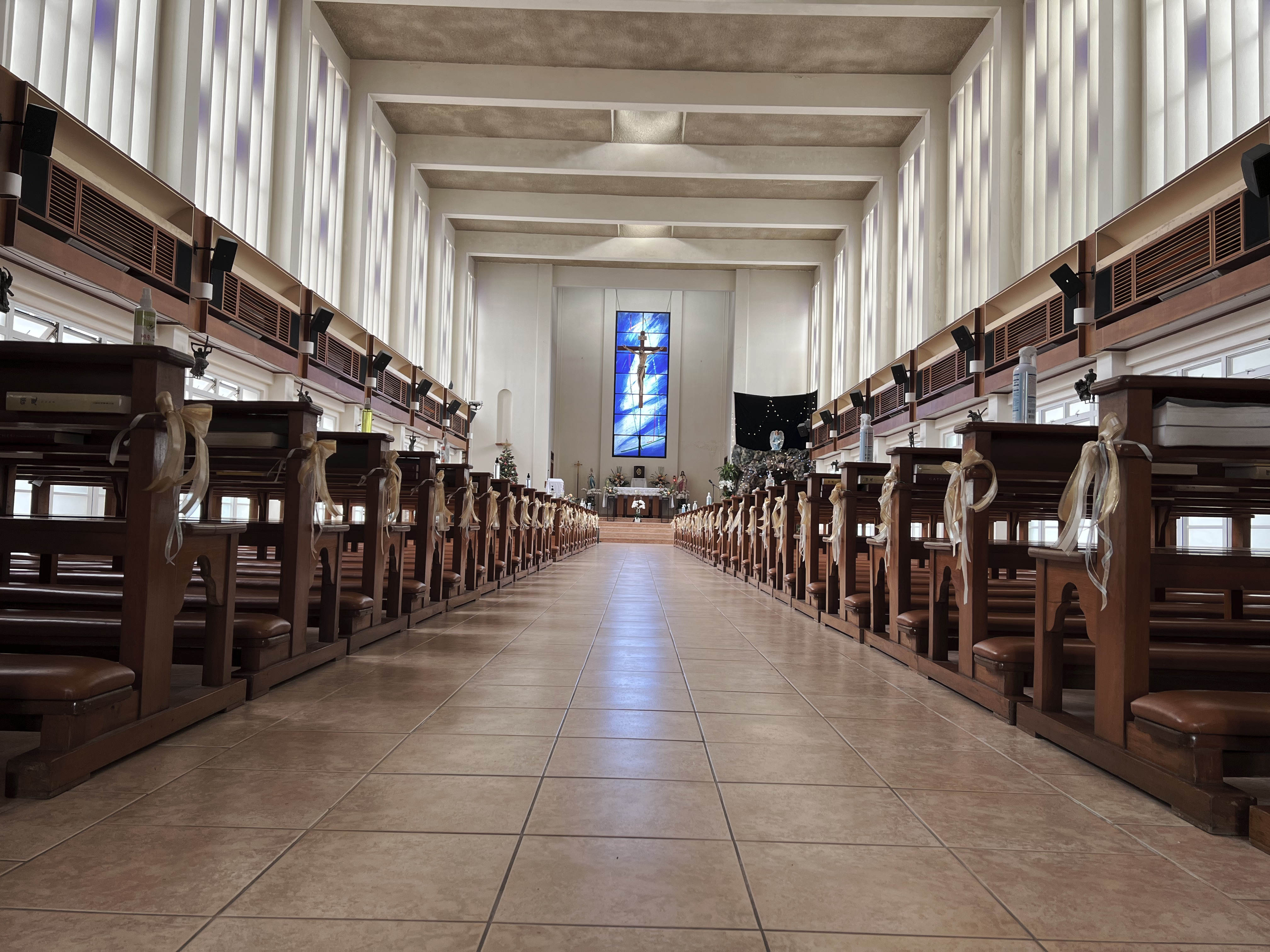
聖堂內貌
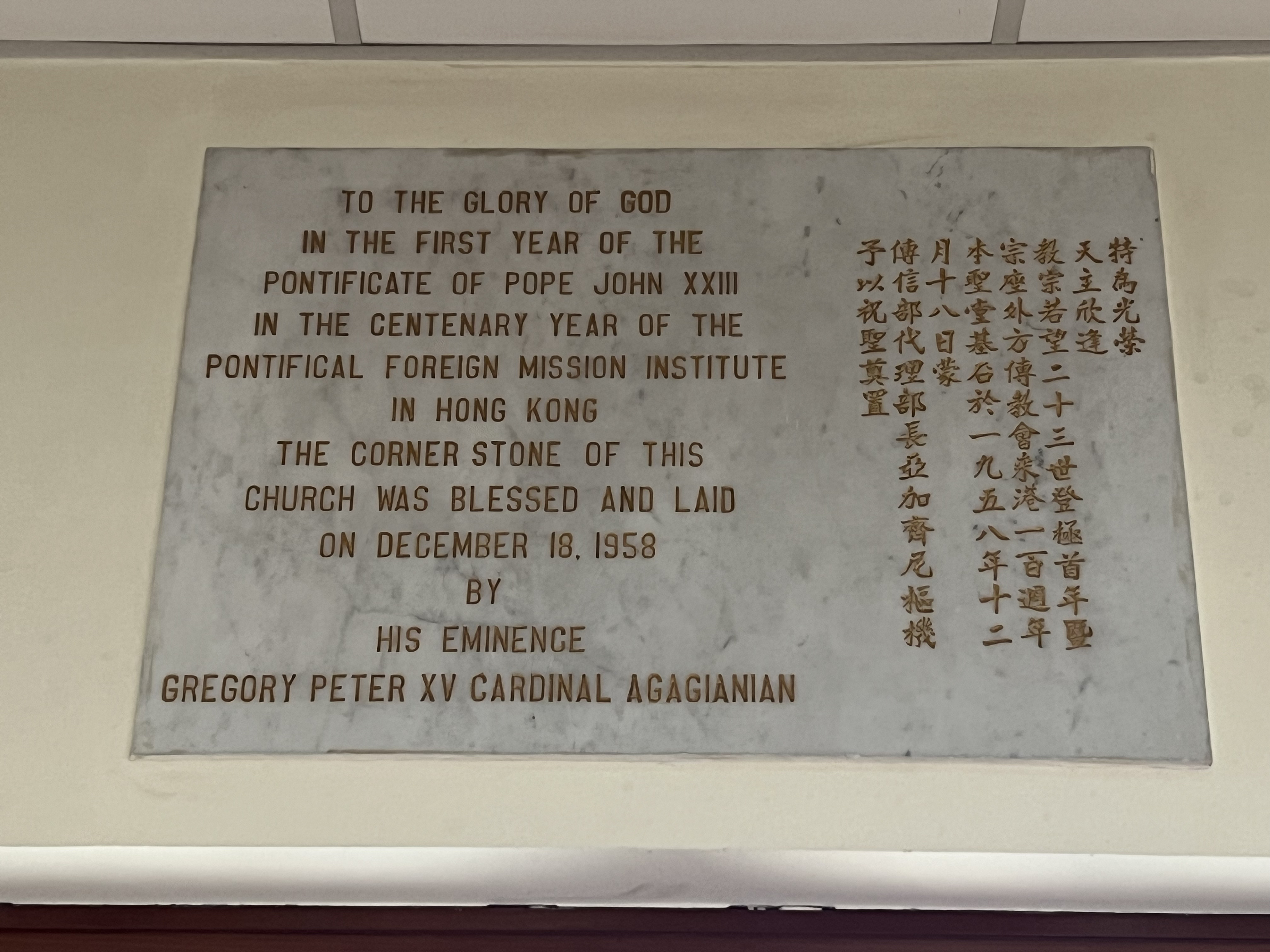
聖堂奠基石

## 外部連結
- 聖亞納堂
- 聖亞納堂 Facebook
- 聖亞納堂 YouTube